# The Prince of Tennis
The Prince of Tennis (jap. テニスの王子様 tenisu no ōjisama) ist eine Manga-Serie des japanischen Zeichners Takeshi Konomi, die auch als Anime-Serie umgesetzt wurde und der Gattung Shōnen sowie dem Sport-Genre zuzuordnen ist. Sie handelt vom Aufstieg des Jungen Ryoma Echizen in der Tenniswelt.
Seiit 2009 erscheint eine Fortsetzung unter dem Titel Shin Tenisu no Ōjisama .

## Handlung
Der Junge Ryoma Echizen ist gerade aus den USA zurück nach Japan gezogen und hat sich an der Seigaku Junior High School, die für ihr gutes Tennisteam bekannt ist, angemeldet. Er möchte in die Mannschaft aufgenommen werden und obwohl er erst im ersten Jahrgang ist, nimmt ihn der strenge Kapitän des Teams, Kunimitsu Tezuka, in die Stammmannschaft auf. Ryomas großes Ziel ist es, seinen Vater zu besiegen. Nanjiro Echizen war ein berühmter und weltbekannter Tennisspieler, nachdem er seinen Traum allerdings gelebt hatte, wurde sein neuer Traum Ryoma zu einem Profi zu machen.
Zusammen mit seinen Freunden aus dem Team, von denen jeder einzelne einen ganz besonderen Stil und Charakter hat und nicht so leicht zu besiegen ist, wie Ryoma anfangs dachte, kämpft er sich die Rangliste des großen nationalen Jugendchampionshipturnieres hoch. Dabei tritt die Mannschaft gegen verschiedene andere Schulen an, mit deren Teammitgliedern sie bald Freund- oder Feindschaften schließen. Dabei muss Ryoma erkennen, dass er erst einmal die Spieler seiner eigenen Mannschaft und andere starke Gegner überwinden muss, bevor er sich daran machen kann seinen Vater zu besiegen.

## Charaktere

### Seishun Gakuen (Seigaku)
- Ryoma Echizen

(1. Klasse Junior High) – ist aufgrund seines Talents neuer Spieler im Team. Er wirkt oft desinteressiert und arrogant, was seine Gegner (und manchmal auch seine Freunde) irritiert. Spielerisch versucht er sich von seinem Vater zu lösen, der als eine Art unbezwingbarer Gegner eine ständige Herausforderung für ihn ist. Im Laufe der Serie wird dargestellt, wie sich Ryoma an und mit seinen Gegnern entwickelt.
- Kunimitsu Tezuka

(3. Klasse der Junior High) – ist der Kapitän des Teams. Er nimmt seine Position sehr ernst und arbeitet zielstrebig auf die Ziele hin, die er sich selbst und den anderen Mitgliedern des Tennisclubs setzt. Er gilt als sehr talentiert und hat im Jahr, bevor die Serie spielt, bereits an den nationalen Meisterschaften teilgenommen. Sein Auftreten wirkt oft sehr kalt und arrogant, was auch zu seiner Verletzung des linken Ellenbogens durch einen Mitspieler führte, die ihm bis heute Probleme bereitet. In Ryoma sieht er ein großes Talent und versucht deshalb, ihn sowohl zu unterstützen als auch zu fordern. Seine Techniken sind sehr ausgefeilt und gelten bei vielen Gegnern als gefürchtet und nicht zu bezwingen.
Obwohl er Linkshänder ist, spielt er häufig mit seiner rechten Hand, weil seine linke Hand verletzt worden ist, bevor die Serie anfing.
- Syusuke Fuji

(3. Klasse Junior High)- gilt als Genie. Nach außen hin wird der eher feminin wirkende Spieler oft als sehr ruhiger, aufmerksamer und höflicher Junge porträtiert, der sich durch ein fast ständiges leichtes Lächeln auszeichnet. Sein Spiel ist eher zurückhaltend – er spielt häufig nur so gut, wie es für seinen jeweiligen Gegner notwendig ist und wird nur selten wirklich gefordert. Es gibt nur einige Tennisspieler, die er wirklich ernst nehmen muss, z.B: Kunimitsu Tezuka, Ryoma Echizen und Kuranosuke Shiraishi von Shitenhouji. Als Markenzeichen im Tennis gelten seine Counter-Techniken, die oftmals Spiel entscheidend sind.
- Syuichiro Oishi

(3. Klasse Junior High) – ist der Vizekapitän und als die "Mutter" des Tennisklubs oft um eine gute Atmosphäre bemüht. Er spielt als Golden Pair normalerweise Doppel mit Kikumaru. Sein Spielstil ist ein ruhiges Grundlinienspiel mit viel Übersicht, was seinem Partner dessen akrobatischen Stil erst ermöglicht. Zusammen beherrschen die beiden eine besondere Doppel-Technik, die nur wenige andere Doppel so beherrschen.
- Eiji Kikumaru

(3. Klasse Junior High) – ist ein quirliger, sehr akrobatischer Junge. Zusammen mit Oishi spielt er Doppel, wo er durch sein akrobatisches und unvorhersehbares Netzspiel eine gute Ergänzung für das ruhige Spiel Oishis ist. Mit diesem ist er befreundet, seit ihn dieser bei ihrer ersten Begegnung im Einzel besiegen konnte. Mit Oishi sind sie als "Golden Pair" bekannt.
- Takeshi Momoshiro

(2. Klasse Junior High) – ist ein athletischer, sehr selbstbewusster Spieler. Er war der Erste, der Ryoma traf, und ist seitdem sehr gut mit ihm befreundet. Ganz im Gegensatz dazu steht seine auf Rivalität basierende Freundschaft mit Kaidou. Er spielt ein recht aggressives und optisch auffälliges Tennis, was er mit bewusst provozierendem oder vorsätzlichem Auftreten verbindet.
- Kaoru Kaidou

(2. Klasse Junior High) – ist ein sehr wortkarger und eigenbrötlerischer Spieler. Nach außen hin wird er oft als furchterregend und abschreckend dargestellt. Seine Stärke ist seine Ausdauer. Er wird wegen seines Stiles und Verhaltens auch "Viper" genannt, was nicht zuletzt daran liegt, dass er oft mit einem schlangenähnlichen Zischlaut ausatmet. Als sein Markenzeichen gilt ein Schlag, bei dem der Ball mit einer Krümmung in der Fluglinie sehr unvorhersehbar wird – die Snake.
- Sadaharu Inui

(3. Klasse Junior High) – ist ein eher ruhiger, berechnender Junge. Eine Zeit lang hat er die Position des Teammanagers inne und agiert als Hilfstrainer, was ihm aufgrund seiner großen Faktensammlung über alle Spieler recht leicht fällt, denn sein Archiv über die Eigenschaften der anderen kann sich durchaus sehen lassen. Seine große Vorliebe für das Sammeln von Daten spiegelt sich auch in seiner Spielweise, dem "Data Tennis", wider. Eine Besonderheit sind seine selbst gemixten Tränke, die er selbst als gesunde Energydrinks bezeichnet, die von den restlichen Teammitgliedern aber aufgrund des grauenvollen Geschmacks und des meist widerlichen Aussehens gefürchtet werden.
- Takashi Kawamura

(3. Klasse Junior High) – ein außerhalb des Tennisplatzes sehr zurückhaltender Junge, der sich mit einem Tennisschläger in der Hand radikal verändert. Er wird dann sehr von sich selbst überzeugt und steckt voller Tatendrang. Er gilt als einer der Schlagstärksten im Team, was sich auch in seiner Spielweise widerspiegelt, die technisch sehr schnörkellos, dafür aber sehr kraftvoll ist. Sein Ziel ist es, der von der Kraft her stärkste Spieler zu werden. Sein Lieblingsschlachtruf: Burning! Er entscheidet sich aber im Laufe der Serie dazu, seinem Vater als Sushi-Koch nachzueifern.

## Veröffentlichungen

### Manga
The Prince of Tennis erschien in Japan von Juli 1999 bis zum 3. März 2008 wöchentlich in Einzelkapiteln im Manga-Magazin Shōnen Jump des Shūeisha-Verlags. Diese Einzelkapitel wurden auch regelmäßig in insgesamt 42 Sammelbänden veröffentlicht. Der Manga zählte über mehrere Jahre hinweg zu den erfolgreichsten japanischen Comicserien; die ersten vierzig Sammelbände haben sich in Japan bis März 2008 ungefähr 40,6 Millionen Mal verkauft.
Unter dem Titel Shin Tenisu no Ōjisama (jap. 新テニスの王子様) erscheint seit März 2009 die Fortsetzung im monatlich erscheinenden Jump SQ. Die Serie wurde auch in bisher 43 Sammelbänden veröffentlicht (Stand: Dezember 2024).
Die Serie wurde in elf Sprachen übersetzt; ins Englische, Französische, Italienische, Spanische, Chinesische, Koreanische, Thailändische, Malaysische, Niederländische, Indonesische und Deutsche. Auf Deutsch erscheint der Manga seit April 2006 bei Tokyopop. Im Oktober 2010 erschien der 42ste und damit letzte Band.

### Anime
Production I.G produzierte zum Manga eine 178-teilige Anime-Serie, die von 2001 bis 2005 auf dem japanischen Fernsehsender TV Tokyo ausgestrahlt wurde. Zusätzlich entstanden vier OVAs und drei Kinofilme.
Eine OVA-Reihe mit insgesamt 13 Episoden, die nur vom National Junior High School Tennis Championship handelt, erschien ab April 2006 in Japan. Ab Juni 2007 folgte die Fortsetzung National Junior High School Tennis Championship Semifinal ehe ab April 2008 mit National Junior High School Tennis Championship Final der letzte Akt begann.
Seit dem 4. Januar 2012 wird die Fortsetzung Shin tennis no Ōji-sama im japanischen Fernsehen ausgestrahlt.

#### Synchronsprecher
| Rolle             | japanischer Sprecher (Seiyū) |
| ----------------- | ---------------------------- |
| Ryouma Echizen    | Junko Minagawa               |
| Shuusuke Fuji     | Yuki Kaida                   |
| Kunimitsu Tezuka  | Ryoutarou Okiayu             |
| Eiji Kikumaru     | Hiroki Takahashi             |
| Kaoru Kaidou      | Kohei Kiyasu                 |
| Takeshi Momoshiro | Masaya Onosaka               |
| Sadaharu Inui     | Kenjirou Tsuda               |
| Takashi Kawamura  | Naru Kawamoto                |
| Shuichiro Oishi   | Takayuki Kondou              |
| Keigo Atobe       | Junichi Suwabe               |

### Musical
2003 wurde das erste Prince of Tennis-Musical uraufgeführt, dem im Abstand von jeweils circa drei bis vier Monaten weitere folgten, darunter Wiederholungen schon einmal aufgeführter Shows als auch Livekonzerte, die sich nur auf die Gesangsszenen beschränkten. Die Aufführungen waren zu Beginn meist auf eine Laufzeit von einer knappen Woche beschränkt, welche später auf fast zwei Monate ausgedehnt wurde. Die Veranstaltungen waren sehr gut besucht. Die Besetzung der Musicals wechselte mehrfach aufgrund verschiedener Umstände. Mittlerweile sind sie bei der Vierten Besetzung. So wurde also aus Dream Live 1st, über Dream Live 2nd und 3rd, letztendlich Dream Live 4th. Im Mai 2008 wurde dann Dream Live 5th aufgeführt.

### Film
Am 13. Mai 2006 kam der erste Realfilm in die japanischen Kinos, der ein Match in einem Regionalturnier zeigt. Die Schauspieler der Stammspieler waren bis auf Ryoma Echizen die Musical-Darsteller der zweiten Besetzung. Ryoma Echizen wurde von Kanata Hongo (Silk, Nana2) gespielt. Auf Seiten der Hyotei Spieler war Koji Date (Chōtarō Ōtori) der Einzige, der aus den Musicals mitspielte. Das Drehbuch ist von Takeshi Konomi und die Musik von Tarō Iwashiro.
| Rolle             | Schauspieler     |
| ----------------- | ---------------- |
| Ryōma Echizen     | Kanata Hongo     |
| Kunimitsu Tezuka  | Yū Shirota       |
| Shūsuke Fuji      | Hiroki Aiba      |
| Shūichirō Ōishi   | Hiroki Suzuki    |
| Kikumaru Eiji     | Osamu Adachi     |
| Takashi Kawamura  | Yoshikazu Kotani |
| Sadaharu Inui     | Hirofumi Araki   |
| Takeshi Momoshiro | Masaki Kaji      |
| Kaoru Kaidō       | Kōsuke Kujirai   |